# Das Abenteuer des Dr. Kircheisen
Das Abenteuer des Dr. Kircheisen er en tysk stumfilm fra 1921 af Rudolf Biebrach.

## Medvirkende
- Lotte Neumann
- Hermann Thimig
- Hans Marr
- Albert Kunze
- Mabel May-Yong
- Leopold von Ledebur